# Kamaria
Kamaria je řeka v jižní Litvě, v okrese Prienai. Pramení u vsi Būdininkai, 3 km na jihovýchod od obce Naujoji Ūta. Teče směrem jihojihovýchodním. Teče málo obydlenou oblastí, převážně lesem. Do řeky Peršėkė se vlévá u vsi Mackiai jako její levý přítok, 15,7 km od jejího ústí do Němenu.

## Přítoky
- Pravé: Aguonpievis (vlévá se 6,9 km od ústí, hydrologické pořadí: 10010904), Vidupis (0,8 km, 10010905)

## Obce při řece
Būdininkai, Būdos, Mackiai.